# Ben 10 Ultimate Alien: Cosmic Destruction
Ben 10: Ultimate Alien - Cosmic Destruction, em português Ben 10: Supremacia Alienígena - Destruição Cósmica, é o quinto videogame da série Ben 10, com base em Ben 10: Supremacia Alienígena. O desenvolvimento do jogo foi anunciado pela D3 Publisher em 5 de maio de 2010, e lançado em 5 de outubro do mesmo ano. No jogo, o personagem principal Ben Tennyson viaja pelo mundo, passando por locais famosos como Tóquio, Paris, a Grande Muralha da China, a Floresta Amazônica e Roma, para encontrar as componentes de um antigo artefato alienígena e assim salvar a Terra da destruição iminente por uma misteriosa tempestade cósmica.

## Jogabilidade
Assim como nos outros jogos da franquia, Ben 10 Ultimate Alien: Cosmic Destruction é um jogo de plataforma que permite controlar o protagonista Ben Tennyson, cuja principal habilidade é transformar-se em diversas criaturas alienígenas para derrotar vilões e salvar o mundo. Com base na série animada correspondente, o jogo introduz alienígenas inéditos em que Ben pode se transformar para todos os consoles em que foi lançado: Armatu (Armodrillo), Ameaça aquática (Waterhazard), Anfíbio (Ampfibian), Tartagira (Terraspin) e NRG; em particular, para Playstation 3 também foi adicionado o alienígena Quatro Braços (Four Arms), e para Xbox360 o alienígena Irado (Rath). Em comparação aos jogos anteriores da franquia, é possível realizar as transformações mais rapidamente entre alienígenas pelo mecanismo "Quick Switch" ("Troca Rápida", em tradução livre). Em alguns segmentos do jogo, Ben utiliza a forma evoluída (ou suprema, do inglês ultimate) dos outros alienígenas disponíveis no jogo: Enormossauro (Humungosaur), Fogo Fátuo (Swampfire), Macaco-Aranha (Spidermonkey), Friagem (Big Chill), e Eco Eco (Echo Echo). Na última parte do último nível, o jogador deve utilizar o alienígena Gigante (Way Big) para derrotar o vilão principal do jogo.
Além de derrotar os vilões presentes em cada nível, o jogador deve utilizar as transformações de Ben para realizar tarefas — semelhantes a quebra-cabeças — que o permitam avançar; por exemplo, Eco Eco permite segurar botões simultaneamente através de seus clones, enquanto que Tartagira pode realizar um salto duplo. As habilidades de cada forma alienígena também podem ser amplificadas através de pontos colecionáveis obtidos nos níveis.

## Poltis Altiare
Potis Altiare é um dispositivo que aumenta os poderes tanto do Omnitrix quanto do Superomnitrix, criado por antigos Galvanianos. Em Cosmic Destruction, seis peças estão espalhados pelo mundo. No final do jogo, Ben usa o seu poder para virar Gigante e derrotar o Gigante Albedo.
De acordo com Azmuth, o trabalho realmente começou na ciência que, eventualmente, criou o Omnitrix há muito tempo por seus ancestrais, os antigos Galvanianos, que, em vez de criarem o Omnitrix, criaram o Potis Altiare que é capaz de amplificar as habilidades naturais, semelhante às Pedras de Bezel, usado uma vez por Gwen. Percebendo que o dispositivo era muito perigoso, eles decidiram escondê-lo na Terra uma vez que mesmo se os habitantes do planeta, os seres humanos, achassem, não poderiam possivelmente saber o que era ou como usá-lo porque eles eram muito primitivas do tempo. Infelizmente, ao entrar na atmosfera da Terra é a nave que transporta o aparelho foi destruída e dividiu o dispositivo em pedaços. No jogo, as peças foram encontradas por vários vilões e impulsionou suas habilidades, ou em um caso um inanimado Dragão Terracota e o Exército de Terracota, e em outro caso se for removida o vilão vira pedra. Ela só pode ser usado uma vez, devido ao desgaste das peças com o tempo. No jogo o Ben usa os Potis Altiare para se transformar no Gigante e no jogo o personagem tem poderes parecidos ao do desenho

## Personagens

### Jogáveis
- Ben Tennyson

1. Enormossauro
2. Enormossauro Supremo (Primeira aparição em jogos)
3. Friagem
4. Friagem Supremo (Primeira aparição em jogos)
5. Eco-Eco
6. Eco-Eco Supremo (Primeira aparição em jogos)
7. Fogo-Fátuo
8. Fogo-Fátuo Supremo (Primeira aparição em jogos)
9. Macaco-Aranha
10. Macaco-Aranha Supremo (Primeira aparição em jogos)
11. Anfíbio (Primeira aparição em jogos)
12. Armatu (Primeira aparição em jogos)
13. NRG (Primeira aparição em jogos)
14. Tartagira (Primeira aparição em jogos)
15. Ameaça Aquática (Primeira Aparição em jogos)
16. Gigante (Somente na última fase)
17. Rath (Somente para Xbox 360; Primeira aparição em jogos)
18. Quatro Braços (Somente para Playstation 3)

### Não-Jogáveis
- Gwen Tennyson
- Kevin Levin
- Jimmy Jones
- Azmuth
- Antigos Galvanianos
- Plumbers
- Will Harenga
- Lu
- Sra. Jones
- Cromático (Holograma)

## Fases
Lista de fases do jogo :
| N# | Fase                                              | Alienígena Importante |
| -- | ------------------------------------------------- | --------------------- |
| 1  | As Catacumbas de Roma (Roma, Itália)              | Enormossauro Supremo  |
| 2  | Torre Eiffel (Paris), (França)                    | Fogo Fátuo Supremo    |
| 3  | Torre do Demônio (Wyoming, EUA)                   | Armatu                |
| 4  | Grande Muralha da China (China)                   | Friagem Supremo       |
| 5  | Tóquio à Noite (Tóquio, Japão)                    | Macaco-Aranha Supremo |
| 6  | Floresta Amazônica (Amazônia, Brasil)             | Eco Eco Supremo       |
| 7  | Coliseu Romano (Roma, Itália)                     | Tartagira             |
| 8  | A Batalha Final (Tóquio de Manhã) (Tóquio, Japão) | Gigante               |

## Chefões

### Catacumbas
- Vulkanus
- Enoch

### Torre Eiffel
- Irmãos Vreedle
- Sunder

### Torre do Demônio
- Kraab
- Sete-Sete

### Muralha da China
- General Terracota
- Dragão Terracota

### Tóquio à Noite
- Zombozo
- Cooper (controlado)

### Floresta Amazônica
- Irmãos Vreedle

### Coliseu
- Capitão Nemesis (Overlord)
- Pyshon

### A Batalha Final
- Gigante (albedo)